# 切羅基鎮區 (密蘇里州格林縣)
切羅基鎮區（英語：Cherokee Township）是位於美國密蘇里州格林縣的一個行政鎮區。

## 地方資料
切羅基鎮區的面積為8.03平方千米，當中陸地面積為7.99平方千米，而水域面積為0.04平方千米。根據2020年美國人口普查的數據，當地共有人口4354人，而人口密度為每平方千米542.22人。